# Выбор (Псковская область)
Выбор — древняя крепость (псковский пригород) и одноимённая деревня рядом с сохранившемся городищем в Выборской волости Новоржевского района Псковской области.

## Население
| 2001 | 2002 | 2010 |
| ---- | ---- | ---- |
| 750  | ↘652 | ↘501 |

Численность населения по состоянию на конец 2000 года составляла 750 человек.

## История
Древний пригород основан в 1431 году, при псковском князе Александре Федоровиче.

«В лето 6939. Князь Александръ Феодорович и Юрии посадникъ Тимофеевич и вси посадники псковския заложиша город новыи в Котельньском обрубе и нарекоша имя ему Выбор, месяца сентября в 14 день, на Воздвижение честнаго и животворящаго креста.»— Псковская Первая летопись (Тихоновский список), л. 50
Город стал форпостом для защиты от иноземных вторжений на юго-западные рубежи Псковской земли вместе с крепостями Воронич, Врев и др. Впоследствии был укреплен стенами и окружён земляным валом. Название Выбор связано с выбором нового места для строительства крепости взамен сгоревшего в 1428 году городка Котельно.
В городе Выбор находилось два монастыря: Крестовоздвиженский мужской и Варваринский женский, которые были разорены поляками в 1581 году. Сохранились лишь городище от крепости в виде холма и руины церкви Успения Божией Матери (1807).
В 1927—1932 годах Выбор являлся центром Выборского района.